# Senselberg
Senselberg is een gehucht dat gelegen is ten oosten van de Hasseltsesteenweg, tussen Melveren en Kortenbos.
Het gehucht bestaat uit een aantal straten met lintbebouwing. In het tweede decennium van de 20e eeuw was er sprake van een stopplaats van de trein tussen Sint-Truiden en Hasselt.
Ten noordwesten van Senselberg ligt het Kasteel van Nieuwenhoven en het Provinciaal Domein Nieuwenhoven.

## Geschiedenis
Hier vond op 17 augustus 1914 de Slag bij de Senselberg plaats. Dit betrof een overval van een overmacht aan Duitse Leibgrenadiers op een rustend eskadron Belgische verkenners te paard. Tien Belgen en een oude herbergier werden daarbij gedood. De kranten van de bezetter spraken van eene groote overwinning, waarbij 80 doden gevallen zouden zijn en 300 gevangenen gemaakt.
Deelgemeenten: Aalst · Brustem · Duras · Engelmanshoven · Gelinden · Gorsem · Groot-Gelmen · Halmaal · Kerkom-bij-Sint-Truiden · Ordingen · Runkelen · Sint-Truiden · Velm · Wilderen · Zepperen

Overige kernen: Bevingen · Kortenbos · Melveren · Metsteren · Senselberg

Belgische gemeenten · Arrondissement Hasselt · Limburg · Vlaanderen